# 黄毛关木通
黄毛关木通（学名：Isotrema fulvicomum）是马兜铃科关木通属的植物，为中国的特有植物。分布于中国大陆的海南，生长于海拔200米至600米的地区，多生在密林中，目前尚未由人工引种栽培。
花被外面密被黄棕色长毛, 檐部钟形, 内面深紫红色无杂色斑块。